# مانويل سواريز (مجدف)
مانويل سواريز هو مجدف كوبي، ولد في 5 ديسمبر 1989 في هافانا في كوبا.

## وصلات خارجية
- مانويل سواريز على موقع الاتحاد الدولي للتجديف (الإنجليزية)
- مانويل سواريز على موقع اللجنة الأولمبية الدولية (الإنجليزية)
- مانويل سواريز على موقع أوليمبيديا (الإنجليزية)